# Faxinalipterus
Faxinalipterus es un género extinto de vertebrado, posiblemente un pterosaurio, del Triásico Superior hallado en la formación Caturrita del sur del actual Brasil.
La especie tipo, Faxinalipterus minima fue nombrada y descrita en 2010 por José Fernando Bonaparte, Marina Bento Soares y César Leandro Schultz. El nombre del género se deriva del sitio Faxinal do Soturno y el griego latinizado pteron, "ala". El nombre de la especie viene del latín minimus, es decir "diminuto".
Los fósiles de la especie fueron hallados en 2002 y en 2005 en un sitio a 1.5 kilómetros al noreste de Faxinal do Sotorno, en Rio Grande do Sul, en la formación Caturrita que data de entre las épocas del Carniense al Noriense, entre hace unos 220 a 215 millones de años. El holotipo, UFRGS PV0927T, es parte de las colecciones de la Universidade Federal do Rio Grande do Sul y consiste en varios elementos parcialmente fragmentarios de las extremidades, quizás de un solo individuo. Estos no incluyen huesos de la mano. Un fragmento de mandíbula superior, un maxilar izquierdo con tres dientes, ha sido referido a la especie.
Faxinalipterus es más bien un animal pequeño, con una longitud en el húmero estimada en dieciocho milímetros. El tamaño entero ha sido comparado al de un gorrión. Los miembros posteriores, mucho mejor conservados que los delanteros, son relativamente largos. Del maxilar se puede inferir que el cráneo es profundo y de constitución ligera con grandes aberturas. Los dientes maxilares, probablemente hasta un número de dieciocho, son alargados y recurvados.
Los descriptores asignaron a Faxinalipterus al orden Pterosauria, basándose en sus largos miembros huecos y la articulación en forma de silla de montar del húmero relativamente robusto y corto, capaz de desarrollar un fuerte aleteo. Ellos lo consideraron el pterosaurio más antiguo conocido, ya que posiblemente antecede a los hallazgos de pterosaurios europeos del Noriano, como Preondactylus. Esta posible diferencia de edad no puede ser muy grande, lo que sería una indicación de la rápida evolución de los pterosaurios primitivos. Debido a que la formación Caturrita consiste en areniscas terrestres, su evolución pudo haber tenido origen en hábitats terrestres en vez de costeros. Ellos concluyeron que Faxinalipterus es el pterosaurio más basal conocido debido a que posee características como una carencia de fusión entre la tibia y el peroné, un delgado radio y un coracoides que no se ha fusionado a la escápula. Sin embargo, Alexander Kellner ha sugerido que Faxinalipterus puede no ser un pterosaurio propiamente dicho sino un miembro basal del grupo Pterosauromorpha, o puede ser, si la carencia de fusión entre la tibia y el peroné es plesiomórfica, incluso un taxón hermano de los Ornithodira.
Fabio Marco Dalla Vecchia (2013) estableció que él fue "incapaz de hallar cualquier rasgo inequívoco de los pterosaurios" en los fósiles conocidos de F. minima; de hecho, de acuerdo con este autor, "es muy improbable que el supuesto húmero sea el de un pterosaurio del Triásico". Dalla Vecchia no consideró a Faxinalipterus como un pterosaurio, pero tampoco señaló a que grupo de vertebrados podría pertenecer.